# 北宋村石碑坊
北宋村石碑坊，位于中国广西壮族自治区环江毛南族自治县明伦乡北宋村，为一个省级文物保护单位，类型为古建筑及历史纪念建筑物，为第四批广西壮族自治区文物保护单位，公布时间为1994年7月8日。
北宋村石碑坊的历史年代为清。